# ERIC

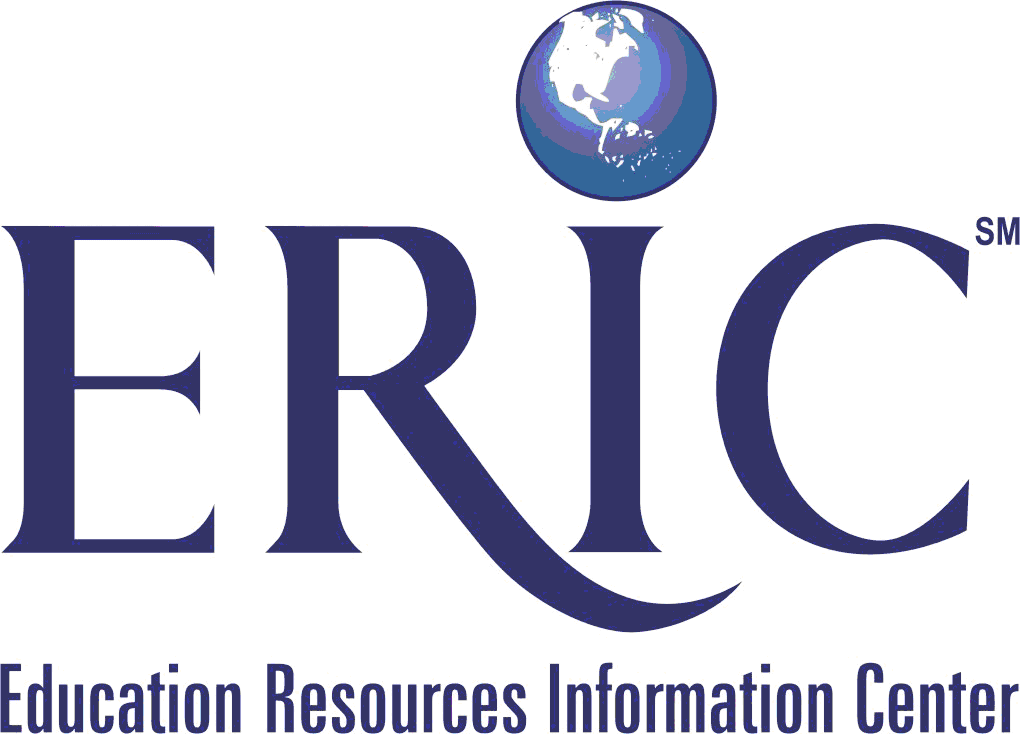
Logo digitální knihovny ERIC

ERIC (Education Resources Information Center) je bibliografickou a plnotextovou databází a digitální knihovnou poskytující informace z oblasti vzdělávání. Databáze je sponzorována organizací Institue of Education Sciences. pod záštitou Ministerstva školství Spojených států amerických. Založena byla 16. 5. 1964 a slouží pro potřeby akademiků, výzkumných pracovníků, učitelů a široké veřejnosti.

## Popis
Cílem databáze je být snadno přístupným, prohledatelným informačním zdrojem pro zájemce v oblasti výchovy a vzdělávání. V menší míře jsou výběrově zahrnována i okrajová témata. ERIC poskytuje přístup k více než 1,5 milionu bibliografických záznamů článků, monografií a dalších souvisejících zdrojů. Týdně se databáze rozšiřuje o stovky novým záznamů. Podstatnou část databáze zahrnuje sbírka šedé literatury. Přibližně jedna čtvrtina popsaných zdrojů je také zpřístupňována v plnotextovém režimu, a to ve formátu PDF. U titulů nemající připojený plný text (nejčastěji časopisecké články) je tato situace často řešena za pomoci přímých odkazů na stránky nakladatele, nebo do katalogu knihoven.
Zahrnuty jsou tyto druhy dokumentů:
- časopisecké články
- monografie
- výzkumné zprávy
- konferenční sborníky
- technické zprávy
- disertace
- metodologické materiály
- další související zdroje

ERIC je zpřístupňován dvěma cestami. Jedna je skrze vlastní webové rozhraní. Druhý způsob je za pomocí komerčních poskytovatelů databází. Pro potřeby vyhledávání slouží ERIC tezaurus. Jedná se o kontrolovaný řízený slovník digitální knihovny ERIC. Pečlivě vybíraný seznam termínů se využívá k popisování obsažených zdrojů. To vede k následnému snadnějšímu vyhledávání. 